# Manufacture des tabacs de l'Ouest Africain
La Manufacture des tabacs de l'Ouest Africain (MTOA) est une entreprise sénégalaise de culture et de production de tabac, filiale du groupe Imperial Tobacco.

## Histoire
Entre 1989 et 1996, le chiffre d'affaires de la MTOA est passé de 8 à 20 milliards FCFA. La MTOA est alors détenue à 97 % par Bolloré Technologies, la Seita et la Coralma International, et à 3 % par des Sénégalais.
Le 30 septembre 2006, le géant du tabac Philip Morris met un terme au partenariat qui le liait à la MTOA, provoquant une perte de 50 % de son chiffre d'affaires.
En septembre 2016, les employés de la MTOA manifestent contre la nouvelle loi anti-tabac qui risque de provoquer la fermeture de l'entreprise.

## Activités
La société est implantée à Dakar, sur la commune d'arrondissement de Hann Bel-Air.
La MTAO produit les deux seules marques de cigarettes fabriquées localement et intégralement commercialisées au Sénégal, les Excellence et les Houston.